# Afrikanska mästerskapen i fäktning 2017
Afrikanska mästerskapen i fäktning 2017 arrangerades mellan den 8 och 12 juni 2017 i Kairo i Egypten. Det var den 17:e upplagan av afrikanska mästerskapen i fäktning.

## Medaljörer

### Herrar
| Gren                  | Guld                                                                      | Silver                                                                              | Brons                                                                     |
| Värja, individuellt   | Ayman Alaa El-Din                                                         | Satya Gunput                                                                        | Ahmed El-Saghir                                                           |
| Värja, individuellt   | Ayman Alaa El-Din                                                         | Satya Gunput                                                                        | Alexandre Bouzaid                                                         |
| Värja, lag            | Egypten Ahmed El-Saghir Ayman Alaa El-Din Sherif Fayez Mahmoud Mohsen     | Marocko Abdel-Karim El Haouari Houssam El-Kord Aissam Rami                          | Senegal Babacar Kadam Babacar Keïta Bourama Kéba Sagnan                   |
| Florett, individuellt | Alaaeldin Abouelkassem                                                    | Mohamed Samandi                                                                     | Jérémy Keryhuel                                                           |
| Florett, individuellt | Alaaeldin Abouelkassem                                                    | Mohamed Samandi                                                                     | Mohamed Essam                                                             |
| Florett, lag          | Egypten Alaaeldin Abouelkassem Mohamed Essam Mohamed Hassan Youssef Sanaa | Tunisien Heythem Bessaoud Mohamed Ayoub Ferjani Mohamed Aziz Metoui Mohamed Samandi | Sydafrika Alexander Collings Robert McGregor Galan Wort                   |
| Sabel, individuellt   | Farès Ferjani                                                             | Hichem Samandi                                                                      | Iheb Ben Chaabene                                                         |
| Sabel, individuellt   | Farès Ferjani                                                             | Hichem Samandi                                                                      | Ziad El-Sissy                                                             |
| Sabel, lag            | Tunisien Farès Ferjani Ahmed Ferjani Hichem Samandi Iheb Ben Chaabene     | Egypten Ahmed Amr Mostafa Ayman Ziad El-Sissy Mohab Shawky                          | Senegal Amadou Moustapha Diagne Babacar Keïta Ibrahima Konté Ahmet M'bodj |

### Damer
| Gren                  | Guld                                                                        | Silver                                                              | Brons                                                                 |
| Värja, individuellt   | Gbahi Gwladys Sakoa                                                         | Salwa Gaber                                                         | Shirwit Gaber                                                         |
| Värja, individuellt   | Gbahi Gwladys Sakoa                                                         | Salwa Gaber                                                         | Maya Mansouri                                                         |
| Värja, lag            | Tunisien Sarra Besbes Nesrine Ghrib Maya Mansouri                           | Egypten Nardin Ehab Salwa Gaber Shirwit Gaber Ayah Mahdy            | Sydafrika Nomvula M'Batha Nanette Spencer Aphiwe Tuku Susan Agrella   |
| Florett, individuellt | Inès Boubakri                                                               | Yara El-Sharkawy                                                    | Anissa Khelfaoui                                                      |
| Florett, individuellt | Inès Boubakri                                                               | Yara El-Sharkawy                                                    | Noura Mohamed                                                         |
| Florett, lag          | Egypten Yara El-Sharkawy Noha Hany Noura Mohamed Aida Yasser                | Algeriet Anissa Khelfaoui Meriem Mebarki Sonia Zeboudj              | Tunisien Inès Boubakri Haïfa Jabri Fatma Sethom                       |
| Sabel, individuellt   | Azza Besbes                                                                 | Yosra Ghrairi                                                       | Mariam Ahmed                                                          |
| Sabel, individuellt   | Azza Besbes                                                                 | Yosra Ghrairi                                                       | Logayn Faramawe                                                       |
| Sabel, lag            | Egypten Mariam Ahmed Logayn Faramawe Lina Mohamed Nour Montaser Hassaballah | Tunisien Azza Besbes Khadija Chemkhi Yosra Ghrairi Yasmine Daghfous | Senegal Fatou Kiné Faye Mame Awa Ndao Assietou Sow Ndèye Saly Yansané |

## Medaljtabell
*   Värdland ( Egypten)
| Nr                  | Nation              | Guld | Silver | Brons | Totalt |
| ------------------- | ------------------- | ---- | ------ | ----- | ------ |
| 1                   | Egypten*            | 6    | 4      | 7     | 17     |
| 2                   | Tunisien            | 5    | 5      | 3     | 13     |
| 3                   | Elfenbenskusten     | 1    | 0      | 1     | 2      |
| 4                   | Algeriet            | 0    | 1      | 1     | 2      |
| 5                   | Marocko             | 0    | 1      | 0     | 1      |
| 5                   | Mauritius           | 0    | 1      | 0     | 1      |
| 7                   | Senegal             | 0    | 0      | 4     | 4      |
| 8                   | Sydafrika           | 0    | 0      | 2     | 2      |
| Totalt (8 nationer) | Totalt (8 nationer) | 12   | 12     | 18    | 42     |